# هربی کریچلو
هربرت کریچلو (انگلیسی: Herbert Crichlow؛ زادهٔ ۲۶ نوامبر ۱۹۶۸) یک تهیه‌کننده و ترانه‌سرای بریتانیایی است که چهار بار جایزه ای‌اس‌سی‌ای‌پی را دریافت کرده و در سوئد زندگی می‌کند.

## منبع
1. ↑  «Herbie». web.archive.org. ۲۰۱۶-۰۳-۱۵. بایگانی‌شده از اصلی در ۱۵ مارس ۲۰۱۶. دریافت‌شده در ۲۰۲۳-۰۲-۲۶.

‌